# 서울미디어대학원대학교
서울미디어대학원대학교(Seoul Media Institute of Technology)는 비즈니스 역량을 기반으로 예술적 능력과 기술적 능력이 조화를 이룬 미디어 산업의 전문 융합 인력의 육성을 목표로 2009년 3월 서울 상암동 디지털미디어시티에 개교한 미디어 전문 고등교육기관이다. 특히 미디어 디자인, 미디어 제작에 중점을 두고 경영, IT의 실용적인 융합 학문을 추구하는 석사학위과정 대학원이다. 서울미디어랩, 평생교육원 등의 부설기관이 있으며, 드라마제작사협회, 스카이라이프 등과 최근 MOU를 맺은 바 있다.

## 연혁
- 2009.03 한독미디어대학원대학교로 개교
- 2015.11 서울미디어대학원대학교로 변경

## 학과
- 미디어비즈니스학과
- AI스타트업학과
- 융합예술디자인학과
- 인공지능 응용소프트웨어학과
- International Graduate School (IGS,국제대학원)